# 加杰拉杰·辛格·巴蒂
加杰拉杰·辛格·巴蒂（英語：Gajraj Singh Bhati），印度外交官，曾任印度驻赫拉特总领事。

## 經歷
加杰拉杰·辛格·巴蒂擁有歷史學碩士學位和法律學位。在加入印度外交部之前，他曾在德里高等法院擔任律師。
他曾在印度駐阿什哈巴德（土庫曼斯坦）、吉隆坡（馬來西亞）和溫哥華（加拿大）的使團擔任過各種職務，並在海外使館及印度外交部總部處理了各種任務。他在處理國際重要貴賓訪問方面擁有豐富的經驗。2019年8月起任印度驻赫拉特总领事。2021年10月2日起任印度駐丹麥大使館二等祕書。

## 個人生活
他的興趣包括高爾夫、羽毛球和板球。他精通印地語和英語，並且會說梵語和俄語。已婚，妻子爲瑪妮莎·巴蒂（Manisha Bhati）。